# Prêmio London Film Critics' Circle Award de filme britânico ou irlandês do ano
O London Film Critics' Circle de filme britânico ou irlandês do ano (no original London Film Critics' Circle British Film of the Year ou London Film Critics' Circle Award for British or Irish Film of the Year) é uma condecoração anual oferecida pelo London Film Critics' Circle a obras cinematográficas.

## Lista dos vencedores
| Ano  | Filme                               | Diretor            |
| ---- | ----------------------------------- | ------------------ |
| 1991 | Life Is Sweet                       | Mike Leigh         |
| 1992 | Howards End                         | James Ivory        |
| 1993 | The Remains of the Day              | James Ivory (2)    |
| 1994 | Four Weddings and a Funeral         | Mike Newell        |
| 1995 | The Madness of King George          | Nicholas Hytner    |
| 1996 | Secrets & Lies                      | Mike Leigh (2)     |
| 1997 | The Full Monty                      | Peter Cattaneo     |
| 1998 | Lock, Stock and Two Smoking Barrels | Guy Ritchie        |
| 1999 | East Is East                        | Damien O'Donnell   |
| 2000 | Billy Elliot                        | Stephen Daldry     |
| 2001 | Gosford Park                        | Robert Altman      |
| 2002 | All or Nothing                      | Mike Leigh (3)     |
| 2003 | The Magdalene Sisters               | Peter Mullan       |
| 2004 | Vera Drake                          | Mike Leigh (4)     |
| 2005 | The Constant Gardener               | Fernando Meirelles |
| 2006 | The Queen                           | Stephen Frears     |
| 2007 | Control                             | Anton Corbijn      |
| 2008 | Slumdog Millionaire                 | Danny Boyle        |
| 2009 | Fish Tank                           | Andrea Arnold      |
| 2010 | The King's Speech                   | Tom Hooper         |
| 2011 | We Need to Talk About Kevin         | Lynne Ramsay       |
| 2012 | Berberian Sound Studio              | Peter Strickland   |
| 2013 | The Selfish Giant                   | Clio Barnard       |
| 2014 | Under the Skin                      | Jonathan Glazer    |
| 2015 | 45 Years                            | Andrew Haigh       |
| 2016 | I, Daniel Blake                     | Ken Loach          |
| 2017 | Dunkirk                             | Christopher Nolan  |
| 2018 | The Favourite                       | Yorgos Lanthimos   |
| 2019 | The Souvenir                        | Joanna Hogg        |
| 2020 | Saint Maud                          | Rose Glass         |
| 2021 | The Souvenir Part II                | Joanna Hogg (2)    |
| 2022 | The Banshees of Inisherin           | Martin McDonagh    |
| 2023 | All of Us Strangers                 | Andrew Haigh       |
| 2024 | Conclave                            | Edward Berger      |

## Diretores com múltiplas vitórias
- 4 vitórias – Mike Leigh (1991, 1996, 2002, 2004)[3][4][5][6]
- 2 vitórias  – James Ivory (1992, 1993)[7][8]
- 2 vitórias - Joanna Hogg (2019, 2021)